# Апостол Методиев
Апостол Методиев (на македонска литературна норма: Апостол Методиев) е професор в Строителния факултет на Скопския университет, общественик и публицист с българско национално самосъзнание.

## Биография
Апостол Методиев е роден на 5 февруари 1935 година в тиквешкото село Неготино, тогава в Кралство Югославия. Дипломира се в Строителния факултет в Скопие през 1959 година, а през 1965 година завършва следдипломна квалификация в Калифорнийския университет в Бъркли. През 1968 година защитава докторска дисертация в Белградския университет. Издава 9 монографии, 3 от които на английски и публикува редица статии в международния специализиран печат.